# Davor Štefanek
Davor Štefanek (srpski: Давор Штефанек; Subotica, 12. rujna 1985.) srbijanski je hrvač i hrvački reprezentativac Srbije. Natječe se u hrvanju grčko-rimskim načinom, u kategoriji do 60 kg. Bio je članom je hrvačkih klubova Spartaka iz Subotice i Proletera iz Zrenjanina. Hrvatskog je podrijetla.

## Sudjelovanja na velikim natjecanjima
Sudjelovao je na OI 2004. u Ateni, hrvajući se kao član reprezentacije Srbije i Crne Gore te na OI 2008. u Pekingu, kao član reprezentacije Srbije.
Sudjelovao je na svjetskom prvenstvu 2003., 2005. i 2006. u kategoriji do 60 kg, hrvanje grčko-rimskim načinom, te na europskom prvenstvu 2006. godine.

## Uspjesi
Osvojio je zlatno odličje na svjetskom juniorskom prvenstvu 2005. u Litvi i srebrno odličje na europskom prvenstvu 2004. u Švedskoj.
2004. je dobio Spartakovu nagradu, najviše vojvođansko priznanje u športu.
2006. je proglašen za najboljeg hrvača završnog turnira Kupa europskih prvaka, na kojem je kao njegov Proletera osvojio drugo mjesto.
Dobitnik nagrade Pro urbe 2007. godine.
2008. je proglašen za športaša godine Grada Subotice u seniorskoj kategoriji.
Na Mediteranskim igrama u Pescari 2009. je osvojio zlato.

## Vanjske poveznice
- Hrvatska riječ Atena je veliko sportsko iskustvo, 9. rujna 2004. (razgovor vodio Dražen Prćić)
- (srp.) Dnevnik